# Leptomyrmex froggatti
Leptomyrmex froggatti är en myrart som beskrevs av Auguste-Henri Forel 1910. Leptomyrmex froggatti ingår i släktet Leptomyrmex och familjen myror. Inga underarter finns listade i Catalogue of Life.